# Florentina Gómez Miranda

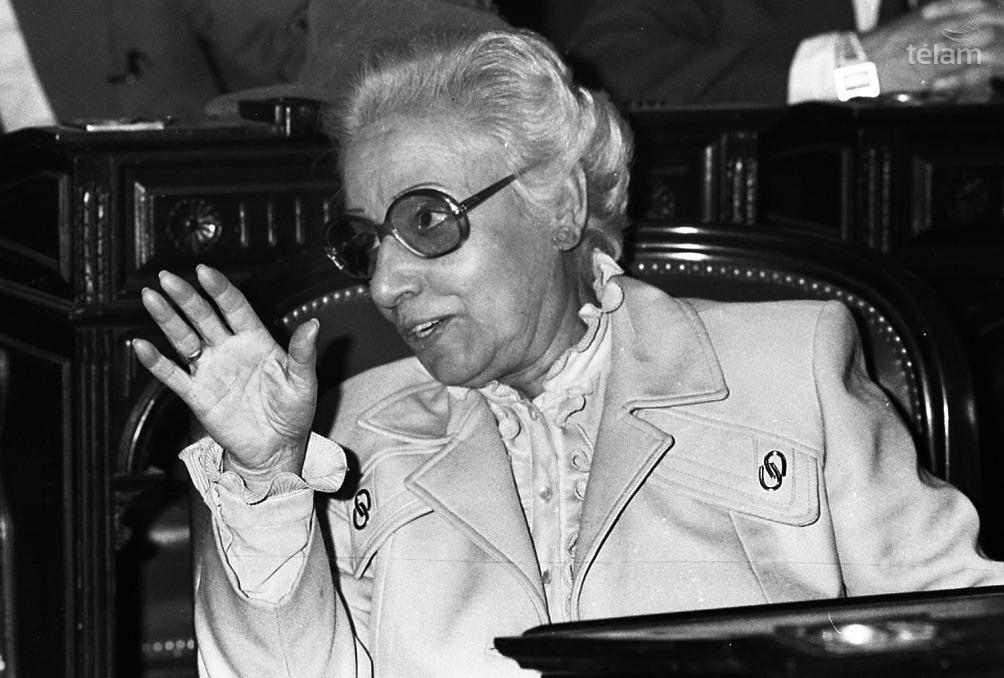
Imagem da Argentina Florentina Gómez Miranda.

Florentina Gómez Miranda (Olavarria , 14 de fevereiro de 1912  - Buenos Aires , 01 de agosto de 2011) foi uma advogada argentina desde 1945, tendo um reconhecido trabalho na luta por direitos das mulheres. Foi deputada nacional pela União Cívica Radical durante a presidência de Raul Alfonsin, destacando o seu discurso durante a passagem parlamentar das leis de guarda conjunta e divórcio.[carece de fontes?]